# 畠山健治郎
畠山 健治郎（はたけやま けんじろう、1933年〈昭和8年〉11月17日 - 2023年〈令和5年〉6月3日）は、昭和から平成期の地方公務員、政治家。衆議院議員（2期）、大館市長を務めた。

## 経歴
秋田県北秋田郡森吉町出身。1954年（昭和29年）農業講習所農業科を卒業。同年、秋田県庁に入庁。1962年（昭和37年）大館地方労事務局長。1965年（昭和40年）県北生活協同組合理事。1976年（昭和51年）県職労中央執行委員長。1979年（昭和54年）大館市長に初当選。以降3期務めた。
1993年（平成5年）日本社会党公認で第40回衆議院議員総選挙で旧秋田1区から初当選。1996年（平成8年）の第41回総選挙では社会民主党公認で秋田2区から立候補。小選挙区では敗れたが、比例東北ブロックで復活し再選。2000年（平成12年）の第42回総選挙では秋田2区から再び立候補したが、比例復活もならず落選。
2023年6月3日、老衰のため、大館市の自宅で死去した。89歳没。死没日付をもって正五位に叙された。